# 三好八次郞
三好 八次郞（みよし はちじろう、1834年〈天保5年〉 - 没年不明）は、日本の政治家、名望家、鳥取県の大地主。鳥取県西伯郡米子町長。島根県会議員。族籍は鳥取県平民。

## 人物
鳥取県西伯郡米子町道笑町（現在の米子市）の人。1892年5月3日に米子町長に就任し、同年12月26日に辞任する。

## 米子町政
- 1892年（明治25年）
  - 5月3日 - 三好が米子町長に就任する[6]。
  - 6月 - 米子町手数料額を定める[6]。証明手数料1件3銭とする[6]。米子町消防組規則を設け、甲乙2組とし各組21人を以って組織し9月1日より実施する[6]。学務委員6名を設置し内4名は公民中選挙権を有するもの2名は尋常小学校男教員中より任用する[6]。
  - 7月 - 町立小学校修業年限を4ヶ年と定める[6]。米子町徴収督促条例を設け、督促1回に付2銭同2回に付3銭とし、他町村は1里毎に3銭とする[6]。新法勝寺町、新博労町両大字を1区域とし明道尋常小学校分教室を新法勝寺町に設立する[6]。但し修業年限は3ヶ年とする[6]。明道幼稚園を廃止する[6]。
  - 8月 - 米子町会議員選挙人等級を2級に改める[6]。町会議員就職期を10月1日とし、満期を9月30日とする[6]。学務委員実費弁償額を1日金20銭とする[6]。
  - 12月26日 - 三好が米子町長を辞任する[6]。

## 家族・親族
三好家
- 息子・常次郎[7]
- 孫・英之（旧名・栄次郎[7]、1885年 - 1956年、衆議院議員、参議院議員、国務大臣北海道開発庁長官）
  - 同妻・モト（島根、遠藤嘉右衛門の七女）[7]

親戚
- 遠藤嘉右衛門[7]（簸川銀行頭取、貴族院議員）